# Oulad Sbih
Oulad Sbih (en àrab أولاد اصبيح, Ūlād Iṣbīḥ; en amazic ⵡⵍⴰⴷ ⵚⴱⵉⵃ) és una comuna rural de la província d'El Kelâa des Sraghna, a la regió de Marràqueix-Safi, al Marroc. Segons el cens de 2014 tenia una població total de 6.616 persones.